# Real tennis vid olympiska sommarspelen 1908
Vid olympiska sommarspelen 1908 avgjordes en turnering i real tennis som spelades mellan 18 och 23 maj 1908 på Queen's Club. Antalet deltagare var elva tävlande från två länder.

## Medaljfördelning
| Medaljfördelning |                |      |        |       |        |
| Placering        | Nation         | Guld | Silver | Brons | Totalt |
| 1                | USA            | 1    | 0      | 0     | 1      |
| 2                | Storbritannien | 0    | 1      | 1     | 2      |

## Medaljörer

### Herrar
| Gren               | Guld               | Silver                         | Brons                                  |
| Singel Detaljer... | Jay Gould II · USA | Eustace Miles · Storbritannien | Neville Bulwer-Lytton · Storbritannien |

## Deltagande nationer
Totalt deltog elva real tennisspelare från två länder vid de olympiska spelen 1908 i London.
|                                |  |  |
| - Storbritannien (9) - USA (2) |  |  |